# Grand Prix Brazílie 1985
 XIV Grande Premio do Brasil 
- 7. duben 1985
- Okruh Jacarepagua
- 61 kol x 5,031 km = 306,891 km
- 405. Grand Prix
- 17. vítězství Alaina Prosta
- 43. vítězství pro McLaren

## Výsledky

### Stupně vítězů
|                  | Alain Prost |                 |
| Michele Alboreto | 1           | Elio de Angelis |
| 2                |             | 3               |
|                  |             |                 |

### Pořadí v cíli
| Pozice | Jezdec             | Vůz             | Čas             |
| ------ | ------------------ | --------------- | --------------- |
| 1      | Alain Prost        | McLaren MP4/2B  | 1:41'26.115     |
| 2      | Michele Alboreto   | Ferrari 156/85  | á 0:03.259      |
| 3      | Elio de Angelis    | Lotus 97T       | á 1 kolo        |
| 4      | Rene Arnoux        | Ferrari 156/85  | á 2 kola        |
| 5      | Patrick Tambay     | Renault RE60    | á 2 kola        |
| 6      | Jacques Laffite    | Ligier JS25     | á 2 kola        |
| 7      | Stefan Johansson   | Tyrrell 012     | á 3 kola        |
| 8      | Martin Brundle     | Tyrrell 012     | á 3 kola        |
| 9      | Philippe Alliot    | RAM 03          | á 3 kola        |
| 10     | Derek Warwick      | Renault RE60    | á 4 kola        |
| 11     | Thierry Boutsen    | Arrows A8       | á 4 kola        |
| 12     | Piercarlo Ghinzani | Osella FA1F     | á 4 kola        |
| 13     | Manfred Winkelhock | RAM 03          | á 4 kola        |
| Kolo   | Odstoupili         | -               | -               |
| 51     | Gerhard Berger     | Arrows A8       | Suspensor       |
| 48     | Ayrton Senna       | Lotus 97T       | Elektrika       |
| 42     | Eddie Cheever      | Alfa Romeo 185T | Motor           |
| 41     | Pierluigi Martini  | Minardi M185    | Motor           |
| 27     | Niki Lauda         | McLaren MP4/2B  | Palivový systém |
| 26     | Andrea de Cesaris  | Ligier JS25     | Nehoda          |
| 20     | Riccardo Patrese   | Alfa Romeo 185T | Defekt          |
| 10     | Keke Rosberg       | Williams FW10   | Turbo           |
| 9      | Francois Hesnault  | Brabham BT54    | Nehoda          |
| 8      | Nigel Mansell      | Williams FW10   | Výfuk           |
| 7      | Mauro Baldi        | Spirit 101D     | Turbo           |
| 2      | Nelson Piquet      | Brabham BT54    | Rozvody         |

### Nejrychlejší kolo
- Alain PROST McLaren TAG Porsche 	1'36702 - 187.293 km/h

### Vedení v závodě
- 1-9 kolo Keke Rosberg
- 10-17 kolo Michele Alboreto
- 18-61 kolo Alain Prost

### Postavení na startu
| 1. řada  | 1                 | 2                  |
|          | Michele Alboreto  | Keke Rosberg       |
|          | Ferrari           | Williams           |
|          | 1'27.768          | 1'27.864           |
| 2. řada  | 3                 | 4                  |
|          | Elio de Angelis   | Ayrton Senna       |
|          | Lotus             | Lotus              |
|          | 1'28.081          | 1'28.389           |
| 3. řada  | 5                 | 6                  |
|          | Nigel Mansell     | Alain Prost        |
|          | Williams          | McLaren            |
|          | 1'28.848          | 1'29.117           |
| 4. řada  | 7                 | 8                  |
|          | René Arnoux       | Nélson Piquet      |
|          | Ferrari           | Brabham            |
|          | 1'29.612          | 1'29.855           |
| 5. řada  | 9                 | 10                 |
|          | Niki Lauda        | Derek Warwick      |
|          | McLaren           | Renault            |
|          | 1'29.984          | 1'30.100           |
| 6. řada  | 11                | 12                 |
|          | Patrick Tambay    | Thierry Boutsen    |
|          | Renault           | Arrows             |
|          | 1'30.254          | 1'30.953           |
| 7. řada  | 13                | 14                 |
|          | Andrea de Cesaris | Riccardo Patrese   |
|          | Ligier            | Alfa Romeo         |
|          | 1'31.411          | 1'31.790           |
| 8. řada  | 15                | 16                 |
|          | Jacques Laffite   | Manfred Winkelhock |
|          | Ligier            | RAM                |
|          | 1'32.021          | 1'32.560           |
| 9. řada  | 17                | 18                 |
|          | François Hesnault | Eddie Cheever      |
|          | Brabham           | Alfa Romeo         |
|          | 1'32.904          | 1'33.091           |
| 10. řada | 19                | 20                 |
|          | Gerhard Berger    | Philippe Alliot    |
|          | Arrows            | RAM                |
|          | 1'34.773          | 1'35.726           |
| 11. řada | 21                | 22                 |
|          | Martin Brundle    | Piercarlo Ghinzani |
|          | Tyrrell           | Osella             |
|          | 1'36.152          | 1'36.743           |
| 12. řada | 23                | 24                 |
|          | Stefan Johansson  | Mauro Baldi        |
|          | Tyrrell           | Spirit             |
|          | 1'37.293          | 1'41.330           |
| 13. řada | 25                |                    |
|          | Pierluigi Martini |                    |
|          | Minardi           |                    |
|          | 1'44.046          |                    |
| -------- | ----------------- | ------------------ |

### Zajímavosti
- V závodě se poprvé představily vozy Alfa Romeo 185T, Arrows, Brabham BT54, Ferrari 156/85, Ligier JS25, Lotus 97T, McLaren MP4/2B, Minardi M185,RAM 03,Renault RE60,Spirit 101D,Williams FW10
- Vůz se startovním číslem 24 absolvoval 250 GP.
- Martin Brundle nastoupil k 10 GP

| Pole position    | Vítězství      | Nej. kolo      |
| Michele Alboreto | Alain Prost    | Alain Prost    |
| Ferrari 156/85   | McLaren MP4/2B | McLaren MP4/2B |
| 1'27.768         | 1:41'26.115    | 1'36.702       |
| 206.358 km/h     | 181.529 km/h   | 187.293 km/h   |
| ---------------- | -------------- | -------------- |

### Stav MS
- Zelená - vzestup
- Červená - pokles

| * | Jezdec           | Body |
| - | ---------------- | ---- |
| 1 | Alain Prost      | 9    |
| 2 | Michele Alboreto | 6    |
| 3 | Elio de Angelis  | 4    |
| 4 | Rene Arnoux      | 3    |
| 5 | Patrick Tambay   | 2    |
| 6 | Jacques Laffite  | 1    |

Pohár konstruktérů:
| * | Tým     | Body |
| - | ------- | ---- |
| 1 | McLaren | 9    |
| 2 | Ferrari | 9    |
| 3 | Lotus   | 4    |
| 4 | Renault | 2    |
| 5 | Ligier  | 1    |

| * | Stát    | Body |
| - | ------- | ---- |
| 1 | Francie | 15   |
| 2 | Itálie  | 10   |